# Maladera sinistra
Maladera sinistra är en skalbaggsart som beskrevs av Brenske 1898. Maladera sinistra ingår i släktet Maladera och familjen Melolonthidae. Inga underarter finns listade i Catalogue of Life.